# Магдалена Хорват
Магдалена Хорват (на македонска литературна норма: Магдалена Хорват), поетеса и преводач от Република Македония.

## Биография
Родена е през 1978 г. в Скопие. Автор е на стихосбирките „Това е тая, твоята“ и „Синкаво и други песни“, както и ред преводи на книги от македонски и чуждестранни автори. Нейните песни и поетични текстове са публикувани в „Блясък“, „Време“, „Дневник“, „Лайф“, „Мравка“, „Наше писмо“, „Съвременост“ и „Poetry Review“. 

## Литературно творештво

##### Стихосбирки
- „Това е тая, твоята“ (поезия; Македонска реч, 2006)
- „Синкаво и други песни“ (поезия; Македонска реч, 2010)

##### Преводи от английски на македонски
- Фиона Сампсон: „Далечината меѓу нас“ (роман во стихови; Магор, 2005)
- Силвия Плат: „Стакленото ѕвоно“ (роман; Три, 2006)
- Ана Агилар-Амат: „Музика и скорбут“ (поезия; Блесок, 2006)
- Пат Боран: „Телефонска секретарка“ (поезия; Блесок, 2007)
- Марсел Фрайман: „Мајмунска свадба“ (поезия; Центрифуга, 2009)

##### Преводи от македонски на английски
- Избoр песни от Петар Т. Бошковски (с Фиона Сампсон; поезия, СВП, 2005)
- Избoр песни от Петко Дабески (с Фиона Сампсон; поезия, СВП, 2006)
- Избoр песни от Никола Маџиров (с Адам Рид; поезия; СВП, 2007)
- Избoр песни от Адем Гайтани (с Адам Рид; поезия; СВП, 2009)
- Избoр песни от Миле Неделковски (с Адам Рид; поезия; СВП, 2009)
- Избoр песни от Анте Поповски (с Адам Рид; поезия; СВП, 2009)

##### Антологии
- „Пурпурни извори: Антологија на поновата македонска поезија од млади" (Детска радост/СВП, 2006)
- „Сто без една песна" (Македонска реч, 2006)
- „Злати чолн“ (на словенечки; Апокалипса, 2005)
- In Our Own Words Vol.7 (на англиски; MWE, 2007),
- "Europa es una dona/Europe is a Woman" (на каталонски и английски; Universitat Autonoma de Barcelona, 2007)